# جوليان ناش
جوليان ناش (بالإنجليزية: Julian Nash)‏ (1 مارس 1983 في الولايات المتحدة - ) هو لاعب كرة قدم أمريكي في مركز الهجوم. لعب مع سان خوسيه إيرثكويكس وهيوستن دينامو وChicago Fire U-23 ‏.

## وصلات خارجية
- جوليان ناش على موقع الدوري الأمريكي (الإنجليزية)
- جوليان ناش على موقع قاعدة بيانات كرة القدم.إي يو (الإنجليزية)